# Dietrich Seckel
Dietrich Seckel (* 6. August 1910 in Berlin; † 12. Februar 2007 in Heidelberg) war ein deutscher Kunsthistoriker und gilt als einer der Begründer der universitären Ostasiatischen Kunstgeschichte in Deutschland.

## Leben
Als Sohn des Rechtsgelehrten Emil Seckel wuchs er in Berlin auf, besuchte dort das Gymnasium und studierte Germanistik und Kunstgeschichte. Die Promotion im Jahre 1937 zog er im Fach Germanistik vor, da sie ihm bessere berufliche Möglichkeiten zu bieten schien. Im gleichen Jahr verließ er Berlin und reiste nach Japan.
In Japan war er von 1937 bis 1947 Lektor für deutsche Sprache und Dozent für deutsche Literatur an japanischen Schulen, auch an der Kaiserlichen Universität Tokyo. In Stuttgart angelangt nach einer fünfwöchigen Seereise aus Japan, arbeitete er zunächst in der Württembergischen Landesbibliothek.  Die Habilitation in ostasiatischer Kunstgeschichte erlangte er im Jahre 1948. Im gleichen Jahr wurde er Privatdozent an der Universität Heidelberg.
Vom Sommersemester 1949 an hielt er Vorlesungen am Kunsthistorischen Institut ab. Da er sich inzwischen einen guten Ruf in ostasiatischer Kunst erworben hatte, konnte er eine besondere Abteilung für Ostasien aufbauen, die er von 1957 bis zu seiner Emeritierung im Jahre 1976 leitete. Seit 1965 war er in Heidelberg als außerplanmäßiger Professor und Ordinarius tätig. 1982 wurde er zum korrespondierenden Mitglied der Heidelberger Akademie der Wissenschaften gewählt.
Er hatte sich mit seinem Aufenthalt in Japan einen einzigartigen Einblick in die asiatische Darstellungskunst verschafft und angeeignet. Vor allem die Porträtkunst beschäftigte ihn außerordentlich. Mit seiner Lehrtätigkeit und den zugehörigen Veröffentlichungen gilt er als Begründer der ostasiatischen Kunstgeschichte in Deutschland, wobei sein Werk Einführung in die Kunst Ostasiens seinen Ruf begründete.

## Schriften  (Auswahl)
- Hölderlins Sprachrhythmus : Mit einer Einleitung über das Problem des Rhythmus und einer Bibliographie zur Rhythmusforschung (= Palestra. Bd. 207). Mayer & Müller, Leipzig 1937.
- Zusammen mit Otto Karow: Der Ursprung des Torii. Eine sprachvergleichende, architekturkundliche und religionswissenschaftliche Untersuchung (= Mitteilungen der deutschen Gesellschaft für Natur- und Völkerkunde Ostasiens. Bd. 33, Teil B). Deutsche Gesellschaft für Natur- und Völkerkunde Ostasiens, Tokyo 1942.
- Kariteimo. Die „Buddhistische Madonna“ in der japanischen Kunst. Leipzig 1943.
- Grundzüge der Buddhistischen Malerei. Eine Einführung. Tokyo 1945.
- Der Bambus in Ostasien. In: Dank an Robert Boehringer, Stuttgart: Württembergische Landesbibliothek 1948, S. 45–58.
- Buddhistische Kunst Ostasiens. W. Kohlhammer, Stuttgart 1957.
- Als Herausgeber: Ando Hiroshige. Tokaido-Landschaften. Baden-Baden 1958.
- Als Herausgeber, zusammen mit Akihasi Hase: Emaki: Die Kunst der klassischen japanischen Bilderrollen. Zürich 1959.
- Zusammen mit Fujio Koyama: Keramik des Orients: China – Japan – Korea – Südostasien – Naher Osten. Würzburg 1959.
- Einführung in die Kunst Ostasiens, München 1960.
- Japanische Plastik. Bruckmann, München 1961.
- Kunst des Buddhismus: Werden, Wanderung und Wandlung. Zürich 1962.
- Jenseits des Bildes. Anikonische Symbolik in der buddhistischen Kunst. 1976, ISBN 3-533-02511-X.
- Schriften-Verzeichnis. Mit einem autobiographischen Essay „Mein Weg zur Kunst Ostasiens“. 1981, ISBN 3-88129-428-7.
- Das Porträt in Ostasien. 3 Bände, 1997–1999, ISBN 3-8253-1586-X.
- Before and Beyond the Image. Aniconic Symbolism in Buddhist Art. 2007, ISBN 3-907077-13-X.